# Toffelhjälte
Toffelhjälte är en nedsättande och skämtsam beteckning på mannen i familjen som styrs av kvinnan.
"Att stå under toffeln" (från tyskans unter dem Pantoffel stehen) är ett uttryck som används med syftning på skon som symbol för herravälde, och toffel som typisk kvinnlig eller hemmabetonad fotbeklädnad.
Ytterst kommer uttrycket från Asklepios yttrande till Herakles: ”Jag blev aldrig som du slagen med Omfales guldsandal”.
Toffelhjälten kan ofta ses som en typ av antihjälte, och har använts i litteraturen och i filmer, till exempel i filmerna om Lilla Fridolf och i filmen Åh, i morron kväll samt i serier, till exempel general Alcazar i Tintin.